# Episodi di Hap and Leonard (prima stagione)
La prima stagione della serie televisiva Hap and Leonard, composta da 6 episodi, è andata in onda sul canale statunitense SundanceTV dal 2 marzo al 6 aprile 2016.
In Italia la serie è inedita.
| n° | Titolo originale | Titolo italiano | Prima TV USA  | Prima TV Italia |
| -- | ---------------- | --------------- | ------------- | --------------- |
| 1  | Savage Season    |                 | 2 marzo 2016  | inedito         |
| 2  | The Bottoms      |                 | 9 marzo 2016  |                 |
| 3  | The Dive         |                 | 16 marzo 2016 |                 |
| 4  | Trudy            |                 | 23 marzo 2016 |                 |
| 5  | War              |                 | 30 marzo 2016 |                 |
| 6  | Eskimos          |                 | 6 aprile 2016 |                 |

## Savage Season
- Diretto da: Jim Mickle
- Scritto da: Nick Damici e Jim Mickle

### Trama
...

## The Bottoms
- Diretto da: Jim Mickle
- Scritto da: Nick Damici e Jim Mickle

### Trama
...

## The Dive
- Diretto da: Nick Gomez
- Scritto da: E. L. Katz

### Trama
...

## Trudy
- Diretto da: Nick Gomez
- Scritto da: Nick Damici e Jim Mickle

### Trama
...

## War
- Diretto da: Jim Mickle
- Scritto da: Nick Damici

### Trama
...

## Eskimos
- Diretto da: Jim Mickle
- Scritto da: Jim Mickle

### Trama
...